# Ханамов, Нурмухаммед Чарыевич
Нурмухаммед Чарыевич Ханамов (туркм. Nurmuhammed Çaryýewiç Hanamow; 1 января 1945, Теджен) — туркменский политик, Председатель оппозиционной Республиканской партии Туркмении (в изгнании). Объявил о переходе в оппозицию в 2002 году и вынужденно эмигрировал из Туркмении, выступая против правительства президента Сапармурата Ниязова.

## Детство, образование, личная жизнь
Родился в Теджене, где его отец был главой элитного семеноводческого совхоза по выращиванию хлопка.
Отец, Чары Ханамов — Герой Социалистического Труда.
В 1970 году окончил Туркменский политехнический институт.
Ханамов женат. У супругов Ханамовых родилось два сына — Сердар и Батыр. 19 января 2005 года оба младших Ханамова погибли в результате автомобильной аварии в Подмосковье. Автомобиль «Жигули», в котором сыновья туркменского оппозиционера ехали в Москву, выбросило на встречную полосу, где он столкнулся с тягачом. По мнению Ханамова, автокатастрофа стала следствием теракта, осуществленного туркменскими спецслужбами. В свою очередь прокуратура РФ квалифицировала случившееся как несчастный случай.
Родной брат — экс-замминистра торговли.
Сестра — доктор наук, защитила диссертацию в 1992 году в Москве.

## Политическая деятельность
После института работал в управлении «Каракумстрой» Министерства водного хозяйства СССР, особой эксплуатационной организации, обеспечивающей функционирование Каракумского канала и системы мелиорации в районах рек Мургаб и Теджен. Прошёл путь от инженера до начальника управления.
В 1990—1994 годах возглавлял Госснаб Туркмении, через который осуществлялись крупные экспортно-импортные операции, в частности операции по продажи нефтепродуктов.
В августе 1994 года был назначен послом Туркмении в Турции. В июне 1995 года, по совместительству посол в Израиле.
4 февраля 2002 года в Анкаре заявил о своем выходе в отставку, переходе в оппозицию Сапармурату Ниязову и вынужденной эмиграции из Туркмении. Ханамов сказал следующее:

Ниязов издеваясь над народом, дискредитировал себя окончательно и сделал из нас оппозиционеров…

## Оппозиционная деятельность
После ухода с госслужбы вступил в оппозиционное Сапармурату Ниязову Народное демократическое движение Туркменистана, стал его сопредседателем. Другим сопредседателем и основателем движения был бывший вице-премьер и экс-глава МИД Туркмении Борис Шихмурадов. В течение 2002 года Ханамов и Шихмурадов занимались координацией действий НДДТ из разных стран, в том числе из России.
В ноябре 2002 года в Ашхабаде на жизнь Сапармурата Ниязова было совершено покушение: кортеж президента был обстрелян из грузовика. В результате инцидента никто не пострадал. Сапармурат Туркменбаши назвал организаторами покушения бывших высокопоставленных туркменских чиновников: Бориса Шихмурадова и Нурмухаммеда Ханамова. В декабре 2002 года Ханамов был заочно приговорен к пожизненному заключению.
28 мая 2005 года на базе НДДТ была создана Республиканская партия Туркменистана (в изгнании), которую возглавил Ханамов. На этой должности он активно сотрудничает с международными правозащитными организациями.

## «Борьба» за власть
25 декабря 2006 года, после внезапной смерти Сапармурата Ниязова заявил о своем намерении бороться за власть. В случае прихода к власти он пообещал переплавить золотые памятники Ниязову, распустить все институты власти и провести всеобщий референдум о принятии новой конституции. Выборы нового главы Туркмении были назначены на 11 февраля 2007 года, но в число кандидатов Ханамов так и не попал. На выборах президентом Туркменистана был избран Гурбангулы Бердымухамедов.
В июле 2011 года вновь заявил, что может вернуться в Туркмению для участия в президентских выборах 2012 года, если ему будут предоставлены гарантии безопасности.